# Ernst Guido von Harrach

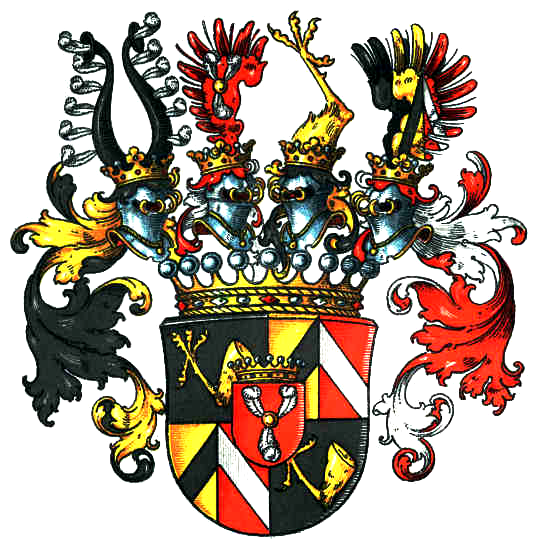
Harrach zu Rohrau und Thannhausen-Wappen

Ernst Guido Reichsgraf von Harrach zu Rohrau und Thannhausen, Freiherr zu Prugg und Pürrhenstein (* 8. September 1723; † 23. März 1783) stammte aus dem ursprünglich böhmischen, später niederösterreichischen Uradelsgeschlecht derer von Harrach, war Majoratsherr der jüngeren Linie seines Hauses, Oberst-Erbland-Stallmeister in Österreich unter- und ober der Enns, kaiserlich-königlicher Geheimer Rat und Kämmerer. Aus seiner Ehe mit Maria Josepha Gräfin von Dietrichstein hinterließ er eine zahlreiche Nachkommenschaft.

## Herkunft
Das Geschlecht leitet seinen Namen von Horra (Horrach, Horachy in der Pfarre Ottau (ein Ortsteil in der Gemeinde Větřní im Okres Český Krumlov im Süden Böhmens)) her, wobei Benysius von Horroch (Cl. 1259–1261), Burggraf zu Rosenberg (Stadt im Süden Tschechiens im Okres Český Krumlov) als Stammvater angesehen wird.
Von dessen Nachkommen wurde Leonhard IV. von Harrach († 27. Juni 1590) Herr zu Rohrau (im Bezirk Bruck an der Leitha in Niederösterreich) etc. am 4. Jänner 1552 in den Reichsfreiherrenstand erhoben und diese Erhebung am 12. April 1566 auf die österreichischen Erblande ausgedehnt. Er wurde von Kaiser Ferdinand I. am 25. Mai 1559 mit dem damals neu errichteten Amt des Erbland-Stallmeisters in Österreich unter der Enns belehnt, eine Belehnung, die von Kaiser Maximilian II. am 26. März 1556 erneuert wurde. Leonhard Reichsfreiherr von Harrach war auch Oberst-Kämmerer der Kaiser Maximilian II. und Rudolf II. († 1612) und wurde 1583 – gemeinsam mit Kaiser Rudolf II., Erzherzog Karl II. von Innerösterreich (1540–1590) und Erzherzog Ernst von Österreich als 253. Ritter in den Orden vom Goldenen Vlies aufgenommen.

Dessen Enkel Karl Leonhard Reichsfreiherr von Harrach war Staats- und Konferenzminister von Kaiser Ferdinand I., der ihm am 20. August 1624 das Große Palatinat und am 24. August 1625 das Münzrecht verlieh, ihn mit Diplom vom 20. Juli 1627 in den Reichsgrafenstand erhob und am 6. November 1627 die Herrschaft Rohrau in eine Reichsgrafschaft mit Sitz und Stimme im Schwäbischen Reichsgrafenkollegium erhob. Er war mit Elisabeth Freiin von Schrattenbach verheiratet. Durch seine Tochter Marie Isabella Gräfin von Harrach wurde er zum Schwiegervater des berühmten Feldherren des Dreißigjährigen Krieges, Albrecht Wenzel Eusebius von Waldstein, genannt „Wallenstein“, Herzog von Friedland und Sagan und von 1628 bis 1631 als Albrecht VIII. Herzog zu Mecklenburg, und durch seine Tochter Maria Maximiliana Gräfin von Harrach (1608–1662) der Schwiegervater von Wallensteins Waffengefährten Feldmarschall Graf Adam Erdmann Trčka von Lípa (1600–1634), der gemeinsam mit Wallenstein in Eger ermordet wurde. Unter Karls Söhnen stiftete Karl Leonhard Graf von Harrach (1594–1645) die ältere Linie des Hauses und Otto Friedrich (1610–1639) die jüngere Linie der Grafen von Harrach, zu der Ernst Guido gehört. 

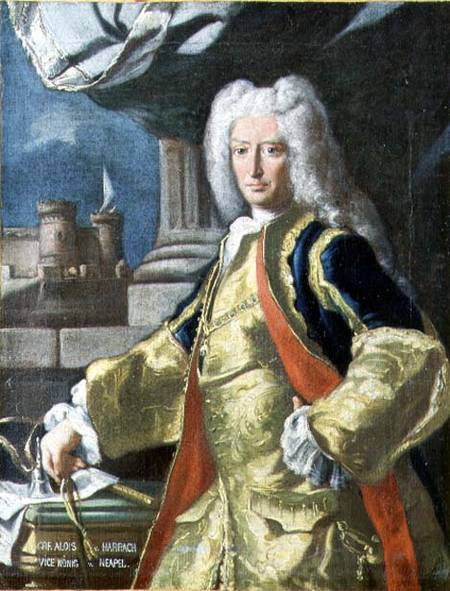
Alois Thomas Raimund Harrach

Der Großvater von Ernst Guido war Aloys Thomas Raimund Reichsgraf von Harrach zu Rohrau (* 7. März 1669 in Wien; † 7. November 1742), ein Sohn des Ferdinand Bonaventura I. Graf von Harrach (1637–1706) und der Johanna Theresia Gräfin von Lamberg. Er war mehrfach kaiserlicher Gesandter, u. a. in Dresden und am spanischen Hof, Vizekönig von Neapel und Ritter des Ordens vom Goldenen Vlies, und in zweiter Ehe mit Anna Cäcilia Gräfin von Thannhausen (* 14. März 1674; † 15. Februar 1721) verheiratet.
Dessen Bruder – und damit Großonkel von Ernst Guido – Franz Anton Reichsgraf von Harrach war von 1702 bis 1705 Fürstbischof von Wien, wurde 1705 Koadjutor des Fürsterzbischofs von Salzburg, regierte von 1709 bis 1727 als einer der bedeutendsten Fürsterzbischöfe das Fürsterzbistum Salzburg und wurde von Kaiser Joseph I. am 10. Mai 1706 ad personam in den Reichsfürstenstand erhoben.

Ernst Guidos Vater, Friedrich August Gervasius Reichsgraf von Harrach zu Rohrau und Thannhausen (* 16. Juni 1696 in Wien; † 4. Juni 1749) war böhmischer Hofkanzler und Konferenzminister, Gouverneur in den Niederlanden und seit 1741 Ritter des Ordens vom Goldenen Vlies. Er war seit 1719 mit Maria Eleonore Karolina Prinzessin von und zu Liechtenstein verheiratet.

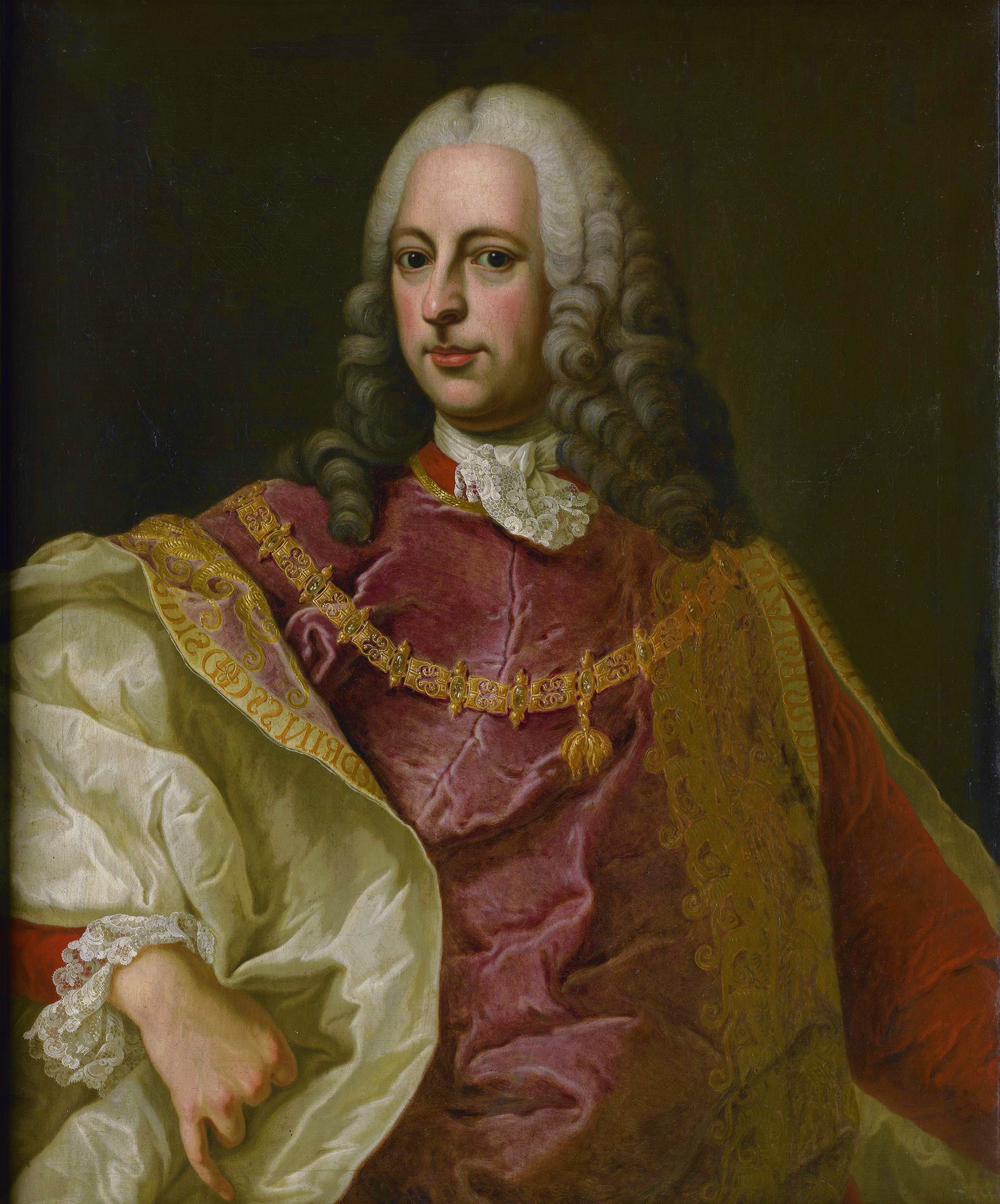
Friedrich August Reichsgraf von Harrach

## Leben
Ernst Guido wurde als dritter Sohn seiner Eltern geboren. Er hatte daher anfangs keine Chance, Majoratsherr zu werden, jedoch starben seine älteren Brüder, sodass er ab 1746 als ältester seiner Brüder Anwärter auf die Nachfolge im Majorat wurde.
Er folgte schließlich am 4. Juni 1749 auf seinen Vater als Majoratsherr der jüngeren Linie des Hauses Harrach und als Oberst-Erbland-Stallmeister in Österreich unter- und ober der Enns. Er war kaiserlich-königlicher Geheimer Rat und Kämmerer.
Durch die Ehen seiner Geschwister kam Ernst Guido in Schwägerschaft zu wichtigen österreichischen Adelsfamilien:
- Maria Rosa Gräfin von Harrach (1721–1785), seine älteste Schwester, ⚭ 1740 ihren Onkel, den Reichsgrafen Ferdinand Bonaventura II. von Harrach (1708–1778), deren Tochter Maria Rosa Aloysia Gräfin von Harrach (1758–1814) heiratete 1777 Joseph Ernst Fürst Kinsky von Wchinitz und Tettau (1751–1798); dessen Tochter Sidonia Reichsgräfin Kinsky (1779–1837) heiratete 1796 den Fürsten Anton Lobkowitz (1773–1819) und wurde dadurch zur Stammmutter dieses Hauses.
- Maria Anna Gräfin von Harrach (1725–1780) ⚭ Nikolaus Sebastian Graf zu Lodron-Laterano und Castelromano († 1792) und wurde durch die Ehe ihrer Tochter Maria Karolina Gräfin Lodron mit Antal Györgi Apponyi Graf von Nagy-Apponyi († 1817) zur Stammmutter dieses ungarischen Grafenhauses.
- Maria Josepha Gräfin von Harrach (1727–1788) ⚭ I. 1744 Johann Karl Fürst von und zu Liechtenstein (1724–1748), regierte von 1732 bis 1748, ⚭ II. 1752 Josef Maria Karel Graf von Lobkowicz (1724–1802). Ihre Tochter aus erster Ehe, Maria Antonia Prinzessin v. Lichtenstein (1749–1813), war seit 1768 mit Wenzel dem 2. Fürsten Paar verheiratet und wurde zu einer Stammmutter dieses Hauses.
- Sein Bruder Graf Franz Xaver von Harrach (1742–1781) war mit Maria Rebecca Gräfin von Hohenems (1742–1806) verheiratet, dessen Tochter Maria Walburga Josepha Gräfin von Harrach heiratete 1779 Klemens Aloys Graf von Waldburg-Zeil (1753–1817) in Lustenau und Hohenems, hinterließ jedoch keine dauernde Nachkommenschaft und erbte daher Lustenau und Hohenems.

## Besitz

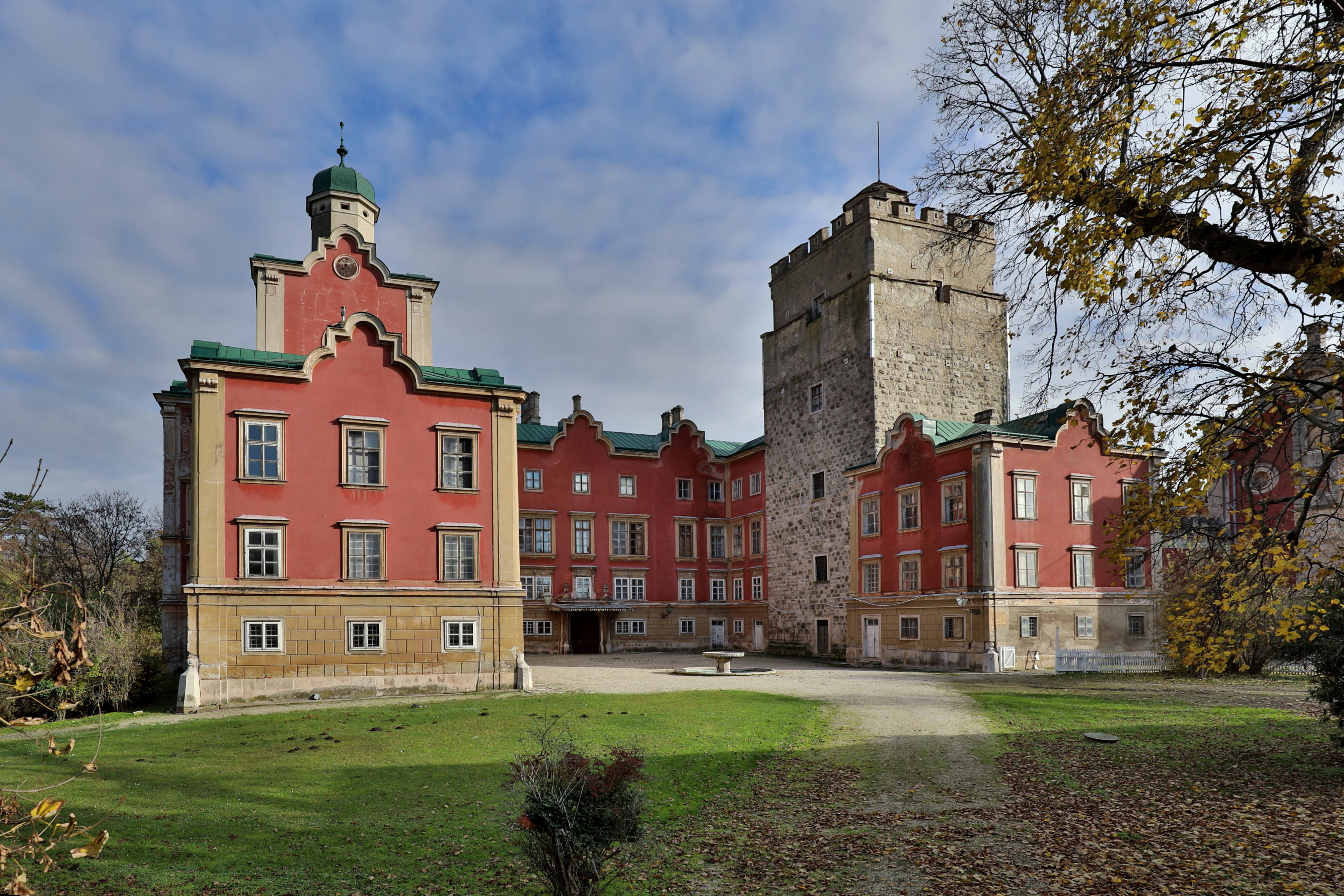
Bruck an der Leitha – Schloss Prugg (1)

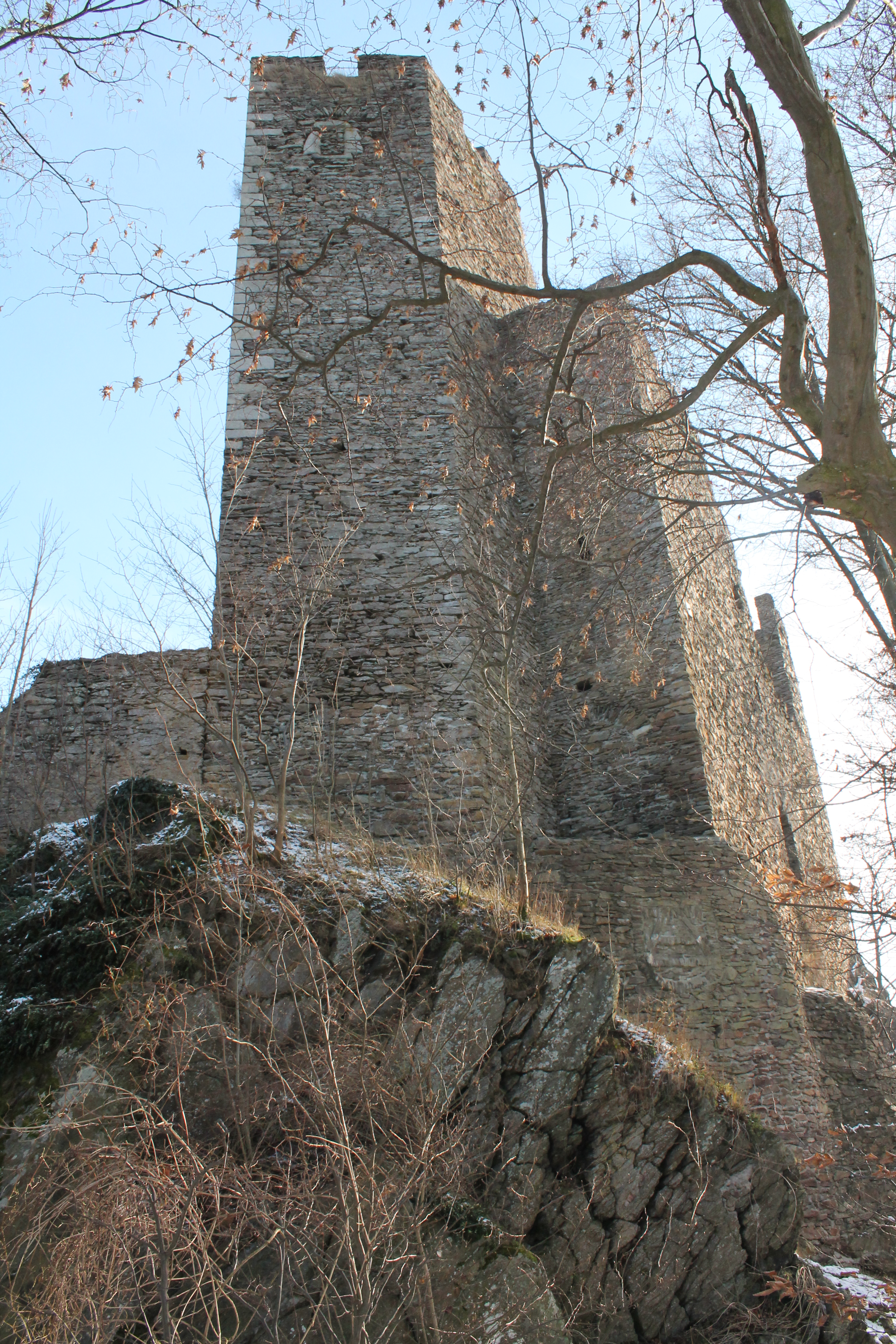
Burgruine Stauf, Südansicht

Ernst Guido Graf von Harrach folgte nach dem Ableben seines Vaters am 18. Juli 1757 auf diesen als Majoratsherr der jüngeren Linie der Grafen von Harrach und damit als Herr der Herrschaften Bruck an der Leitha, Stauf, Schloss Aschach an der Donau, Branna, Wilowa, Starkenbach (im Okres Semily, Liberecký kraj in Tschechien) Stösser, Homile (Ortsteil der Gemeinde Boharyně im Okres Hradec Králové in Tschechien) und Boharna (Okres Hradec Králové in Tschechien). Die Reichsgrafschaft Rohrau war durch einen Vergleich im Besitz der älteren Linie des Hauses.

## Vorfahren
1 – Ernst Guido, Reichsgraf von Harrach zu Rohrau und Thannhausen (1723–1783)
Eltern:
2 – Friedrich August, Reichsgraf von Harrach zu Rohrau und Thannhausen (1696–1749)
3 – Maria Eleonore, Prinzessin von und zu Liechtenstein (1703–1757)
Großeltern:
4 – Aloys Thomas Raimund Reichsgraf von Harrach zu Rohrau Graf von Harrach (1669–1742) heiratet in zweiter Ehe
5 – Anna Cäcilie Gräfin von Thannhausen (1674–1721)
6 – Anton Florian Reichsfürst von und zu Liechtenstein (1656–1721)
7 – Eleonore Barbara von Thun und Hohenstein (1661–1723) ⚭ 1679
Urgroßeltern:
8 – Ferdinand Bonaventura I. Reichsgraf von Harrach zu Rohrau (1636–1706)
9 – Johanna Theresia Gräfin von Lamberg (1639–1718)
10 – Joseph Ignaz Reichsgraf von Thannhausen (1650–1684)
11 – Anna Eleonora, Gräfin Truchsess von Wetzhausen (1657–1692)
12 – Hartmann 2. Fürst von Liechtenstein (1613–1686) ⚭1640
13 – Sidonia Gräfin zu Salm-Reifferscheidt (1623–1688)
14 – Michael Oswald Graf von Thun und Hohenstein (1631–1694)
15 – Elisabeth von Lodron Reichsgräfin von Castel-Romano u. Castel-Nuovo († 1688)
Vorfahren 4. Generation:
16 – Otto Friedrich, Graf von Harrach (1610–1648)
17 – Lavinia Gonzaga Gräfin von Novellara († 1639)
18 – Johann Maximilian Reichsgraf von Lamberg zu Steyr (1608–1682)
19 – Judith Rebekka, Gräfin von Wrbna und Freudenthal ca. (1612–1690)
20 – Johann Joseph Anton, Reichsgraf von Thannhausen auf Ober-Fladnitz († 1657)
21 – Maria Konstanzia Barbara Freiin von Mörsberg und Beffort (1628–1681)
22 – Erhard Ferdinand Reichsgraf Truchseß von Wetzhausen (1617–1664)
23 – Maria Elisabeth Reichsgräfin von Wagensperg (1638–1701)
24 – Gundaker von Liechtenstein, seit 1623 Fürst von Liechtenstein (1580–1658) ⚭ 1603
25 – Agnes Gräfin von Ostfriesland (1584–1616)
26 – Ernst Friedrich, Graf zu Salm-Reifferscheidt (1583–1639)
27 – Maria Ursula Gräfin von Leiningen-Dagsburg (1584–1649)
28 – Johann Siegmund von Thun und Hohenstein (1594–1646)
29 – Anna Margareta Reichsgräfin von Wolkenstein-Rodenegg (1610–1635)
30 – Christoph von Lodron Reichsgraf von Castel-Romano u. Castel-Nuovo (1588–1660)
31 – Katharina Reichsgräfin zu Spaur und Flavon (1603–1676)

## Ehe und Nachkommen

### Ehe
Ernst Guido Reichsgraf von Harrach zu Rohrau und Thannhausen heiratete am 20. Mai 1754 in Wien Maria Josepha Anna Reichsgräfin von Dietrichstein-Proskau (* 2. November 1736 in Wien; † 21. Dezember 1799 in Wien), eine Tochter von Karl Maximilian 6. Reichsfürst von Dietrichstein zu Nikolsburg, gefürsteter Graf zu Tarasp, Freiherr zu Burg Hollenburg im Rosental, Finkenstein und Thalberg, Obersthofmarschall, Ritter des Ordens vom Goldenen Vlies und dessen Gemahlin Maria Anna Josepha Gräfin von Khevenhüller zu Aichelberg (* 25. März 1705 in Klagenfurt; † 4. Oktober 1764 in Wien), Sternkreuzordensdame; eine Tochter von Siegmund Friedrich I. Graf von Khevenhüller zu Aichelberg, Reichsgraf von zu Hochosterwitz und Annabichl, Freiherr auf Landskron und Wernberg, Landeshauptmann von Kärnten († 1742) und dessen zweiter Gemahlin, Ernestine Leopoldine Gräfin von Orsini und Rosenberg (* 14. Mai 1683 in Wien; † 3. Oktober 1728 in Wien, eine Tochter von Franz Andreas Graf von Orsini und Rosenberg und der Amalia Theodora Theresia Gräfin zu Löwenstein-Wertheim-Rochefort).

#### Nachkommen

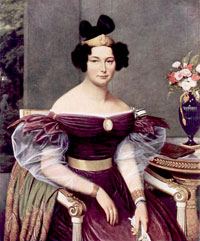
Auguste Gräfin von Harrach, Fürstin von Liegnitz

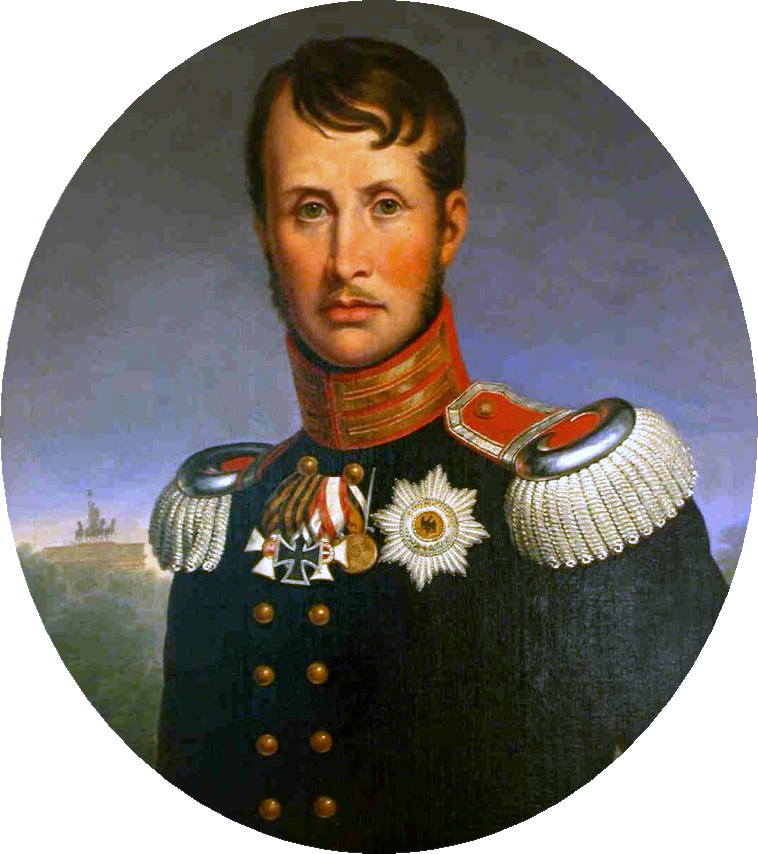
König Friedrich Wilhelm II. von Preußen

- Maria Josepha Gräfin Harrach (* 28. April 1755 in Wien; † 9. Februar 1783 in Wien) heiratete in Wien am 20. Mai 1776 Franz Joseph Graf von Wilczek Freiherr von Hultschin und Gutenland (* 4. Oktober 1748; † Seebarn 27. September 1834)

1. Anna Maria Gräfin von Wilczek (* 6. Dezember 1781 in Wien; † 12. März 1850 in Troppau) heiratete in Wien am 7. Jänner 1808  Anton Wenzel Graf Sedlnitzky von Choltitz (* 24. Dezember 1776, † 9. März 1850 in Troppau)
2. Caroline Gräfin von Wilczek (* 29. November 1782 in Wien; † 11. Mai 1968 in Schloss Neuschloss) heiratete in Wien am 4. April 1809 Adrian comte des Enffans d’Avernas * 2. Mai 171; † 28. April 1863 Schloss Neuschloss

- Johann Nepomuk Ernst Graf von Harrach (* 17. Mai 1756; † 11. April 1829) folgte 1783 auf seinen Vater als Majoratsherr der jüngeren Linie, war Kunstsammler, Humanist und Förderer der Wirtschaft und seit 1823 Ritter des Ordens vom Goldenen Vlies & 29. Jänner 1782 Maria Josepha Prinzessin von und zu Liechtenstein (* 6. Dezember 1763; † 23. September 1833), Sternkreuzordensdame und Palastdame, eine Tochter von Prinz Karl Borromäus (* 29. September 1730 in Wien; † 21. Februar 1789 in Wien) und der Marie Eleonore Gräfin zu Oettingen und Oettingen-Spielberg.[11]
- Ernst Christoph Joseph Graf von Harrach (* 29. Mai 1757: † 14. Dezember 1838), k. k. Rat und Kämmerer, Besitzer des Sekundogenitur-Fideikommisses & 2. Juli 1794 Maria Theresia Reichsgräfin von Dietrichstein-Proskau (* 24. Juli 1771; † 21. Jänner 1852), Sternkreuz-Ordensdame, Tochter von Franz de Paula Thomas Reichsgraf von Dietrichstein-Proskau (* 13. Dezember 1731 in Wien; † 29. November 1813) und der Maria Karoline Freiin von Reischach (* 8. Oktober 1740 in Wien; † 11. Oktober 1782 in Wien)[12]

1. Franz Ernst Graf von Harrach (* 13. Dezember 1799 in Wien; † 26. Februar 1884 in  Nizza) k. k. Rat und Kämmerer, & 29. Mai 1827 in Wien Anna Prinzessin Lobkowicz (* 22. Jänner 1809 in Wien; † 25. Oktober 1881 in Aschach) eine Tochter von Franz Joseph Maximilian von Lobkowitz (1772–1816) 7. Fürst von Lobkowitz, Herzog von Sagan und Raudnitz (* 8. Dezember 1772 in Wien; † 16. Dezember 1816 in Wittingau) und der Maria Caroline Prinzessin zu Schwarzenberg (1775–1816), eine Tochter des Fürsten Johann I. zu Schwarzenberg.

- Maria Anna Reichsgräfin von Harrach (* 24. Juli 1758; † 23. Mai 1763)
- Karl Borromäus Joseph Reichsgraf von Harrach (* 11. Mai 1761; † 19. Oktober 1829), k. k. Kämmerer, Gubernialrat in Böhmen, später Humanist und Arzt, Dr. der Medizin, Ehrenritter des Malteserordens, Comtur des Deutschen Ordens.
- Ferdinand Joseph Reichsgraf von Harrach (* 17. März 1763 in Wien; † 5. Dezember 1841 in Dresden) & I. 7. Jänner 1795 Christina Rajska z Dubnice (* 14. Mai 1767 in Struppen; † 8. Juni 1830 in Dresden), & II. Dresden 11. Juni 1833 Marie Anna Sauermann (* 15. Dezember 1800; † 23. August 1879)

1. Karl Philipp Reichsgraf von Harrach (* 16. November 1795 in Prag; † 25. November 1878 in Breslau) & I. 10. Juli 1829 in Stremplowitz Maria Theresia Gräfin Sedlnitzky von Choltitz (* 26. August 1810 in Troppau; † 23. September 1834 in Dresden), & II. 5. Juli 1838 in Dresden Isabella Freiin von Pfister (* 17. November 1812 in Wien; † 5. April 1896 in Dresden)
2. Auguste Reichsgräfin von Harrach (* 30. August 1800 in Dresden; † 5. Juni 1873 in Bad Homburg) seit 1824 Fürstin von Liegnitz und Gräfin von Hohenzollern durch ihre Ehe vom 9. November 1824 mit Friedrich Wilhelm III. König von Preußen (1797–1840) und Kurfürst von Brandenburg (1797–1806) (* 3. August 1770 in Potsdam; † 7. Juni 1840).  Durch diese Ehe wurde das Haus Harrach mit führenden Herrscherfamilien Europas verschwägert, denn der älteste Stiefsohn von Auguste folgte auf seinen Vater von 1840 bis 1861 als Friedrich Wilhelm IV. als König von Preußen. Er war mit Elisabeth Ludovika Herzogin von Bayern vermählt. Augustes zweitgeborener Stiefsohn, Prinz Wilhelm, wurde 1861 als Wilhelm I. preußischer König und ab 1871 der erste Kaiser des Deutschen Kaiserreiches.  Er war verheiratet mit Augusta Herzogin von Sachsen-Weimar-Eisenach. Ihre älteste Stieftochter, Prinzessin Charlotte von Preußen, heiratete 1817 Zar Nikolaus I. und bestieg als Alexandra Fjodorowna den russischen Zarenthron. Luise von Preußen heiratete 1825 Friedrich Prinz von Oranien-Nassau und wurde Prinzessin der Niederlande. Die jüngste Stieftochter, Alexandrine von Preußen, heiratete 1822 Paul Friedrich, Großherzog von Mecklenburg und wurde dadurch zur Großherzogin von Mecklenburg-Schwerin.

- Eva Maria Reichsgräfin von Harrach († 9. Juni 1765)
- Maria Josepha Reichsgräfin von Harrach (* 1. November 1775; † 4. Dezember 1775)